# Maroniodes longiporus
Maroniodes longiporus es una especie de coleóptero de la familia Cantharidae.

## Distribución geográfica
Habita en Brasil.